# Perizoma perpusillata
Perizoma perpusillata är en fjärilsart som beskrevs av Fernandez 1931. Perizoma perpusillata ingår i släktet Perizoma och familjen mätare. Inga underarter finns listade i Catalogue of Life.